# Kakipī
Le kakipī (柿ピー) est un snack très populaire au Japon, composé de kaki-no-tane (柿の種, petits morceaux de senbei en demi-lune) et de cacahuète (ピーナッツ, pīnattsu, de l'anglais peanuts).
Le kakipī est souvent consommé dans les bars, accompagné d'une bière.
Le kaki-no-tane, littéralement « graine de kaki », doit son nom à sa forme qui rappelle le noyau de kaki (柿), fruit du plaqueminier du Japon.